# Selos e história postal do Brasil
O Brasil foi o segundo país do mundo a emitir selos postais com validade nacional em 1843, após sua invenção no Reino Unido em 1840.

## História
Como efeito do nascimento do selo postal adesivo na Europa e a expansão de sua utilidade para além desse continente deriva o início da utilização do mesmo no Brasil. Mas essa assertiva é a que menos importa. Não foi apenas porque alguém selou alguma correspondência e a enviou às Terras do Brasil, que ao selo postal lhe foi atribuída a sua função primeira na neófita república. Um questionamento pode ser feito: por quê o Brasil foi um dos primeiros países ou uma das primeiras nações a emitir um selo postal adesivo? Decerto, podemos pensar que com o processo da Independência iniciada em 1801 e culminando em 1822, segundo os historiadores atuais, esse novo Brasil tinha relações diplomáticas estáveis com os soberanos britânicos.
Alguns autores têm opiniões sobre como as relações entre Brasil e Inglaterra, em âmbitos políticos e comerciais, foram fundamentais ao surgimento do selo postal adesivo no Brasil. Altman defende que instado por um cônsul astuto em Londres, Brasil foi o primeiro país a seguir a Inglaterra. Segundo Almeida e Vasquez foram as estreitas relações comerciais e políticas entre o Império brasileiro e o britânico que no período favoreceram a absorção quase que imediata da novidade entre nós. Nagamini (2004, p. 156) relata que com a derrota de Napoleão, não havia motivos para a permanência de Dom João no Brasil, pois Portugal era governado por uma junta britânica sob o comando do Marechal Beresford. Marson, (1989, p. 74) afirma que o Brasil cedeu a uma parte das exigências britânicas pois estas beneficiavam, em parte, os negócios de certos empresários brasileiros.
No território brasileiro algumas atitudes e decisões, mesmo diante de revoltas espalhadas por toda nação, foram decisivas para a aceitação do selo postal adesivo. Como no caso britânico, várias são as perspectivas de leituras tanto político-econômicas, quanto sócio-culturais, sobre as causas prováveis que culminaram com a emissão do selo postal adesivo no Brasil.
Dando sequência ao nosso recorte histórico, passamos a dar atenção ao sistema de correios brasileiro, que realizou uma reforma postal bem antes dos Portugueses. No entanto, é sabido que a vinda da família real para o Brasil contribuiu para uma reforma ampla no sistema de correios brasileiro. O progresso do comércio, o estabelecimento da imprensa e a abertura dos portos eram condições sine qua non para que a comunicação real fosse aperfeiçoada.
Um ano após o lançamento do primeiro selo postal adesivo, no Reino Unido, em 1840, tem início o Segundo Reinado, no Brasil, coroando D. Pedro II, em 17 de julho de 1841. Nesse novo cenário político-administrativo e depois de agitados anos do período regencial, o novo regente aprova, em 29 de novembro de 1842, dois decretos – n° 254 e n° 255 – que instituíam o uso do selo postal adesivo nas correspondências brasileiras, efetuando-se nos correios do Império o porte antecipado das cartas. Assim como no Reino Unido, a emissão do primeiro selo postal adesivo, no Brasil, foi problemática. Também como ocorreu além-mar, pessoas vinculadas ao Império estavam engajadas em elaborar uma estampa que o representasse satisfatoriamente. Eram funcionários ou encarregados de instituições vinculadas ao Império, como por exemplo: a Casa da Moeda, a Diretoria-Geral dos Correios do Império, Secretaria de Estado do Império etc.
Podemos afirmar que, nesse sentido, um pequeno Brasil impele um grande Brasil por meio das estampas impressas nos selos postais adesivos. Essa prática de exercer o poder, seja ele político ou econômico, não começou com os selos e nem com eles terminou. Um seleto grupo de pessoas cultas e elitizadas centralizavam as suas ideologias e visavam uma unidade política. O selo postal adesivo tem uma densidade ideológica, por centímetro quadrado, maior que qualquer outra forma de expressão cultural midiática. O surgimento desse artefato teve como uma de suas causas as disputas político-econômicas. Almeida e Vasquez relatam como ocorreu a problemática da emissão do primeiro selo postal brasileiro e como o governo contornou a situação, tomando um rumo distinto daquele tomado pela realeza britânica: Inicialmente, era desejo do governo imitar o primeiro selo postal britânico, utilizando a efígie do Imperador D. Pedro II. Com essa intenção, o presidente do Tesouro enviou ao provedor da Casa da Moeda, Camilo João de Valdetaro, alguns exemplares de selos britânicos para saber se o mesmo modelo poderia ser aqui empregado. A resposta foi afirmativa, pesar do estabelecimento não contar com todos os equipamentos necessários. No entanto, chama atenção um Ofício enviado pelo provedor ao presidente do tesouro que demonstra preocupação com o modelo adotado pela Coroa britânica: ‘[...] como nessa repartição é onde naturalmente se hão de fazer os selos ou chapas [...] julguei do meu dever levar ao conhecimento e V. Exª esta dúvida [...]. Na Inglaterra usam a efígie da rainha cm o valor da respectiva taxa [...]. Entre nós, além de impróprio, pode dar lugar a continuadas falsificações: usa-se, aqui, por princípio de dever e respeito pôr a efígie do monarca só em objetos perduráveis ou dignos de veneração, e nunca naqueles que, por sua natureza, pouco tempo depois de feitos têm de ser necessariamente inutilizados.
Exatamente em 1° de agosto de 1843 os Correios do Império colocaram em circulação, na Corte, os três primeiros selos postais brasileiros, conhecidos como Olhos-de-Boi (monocromáticos - uma cor).

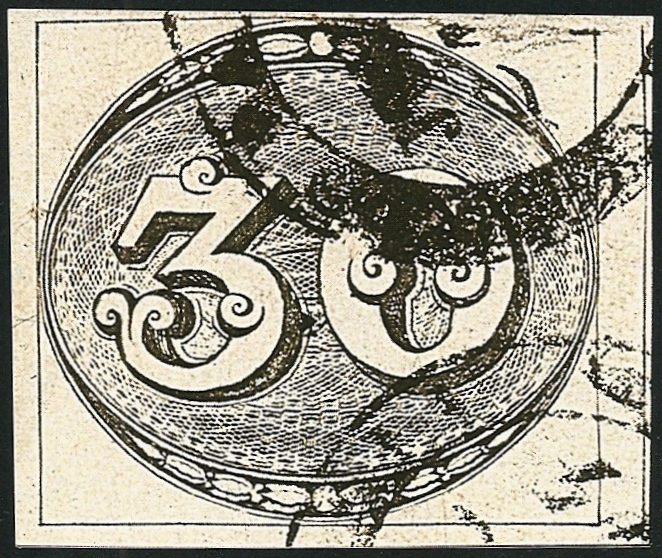

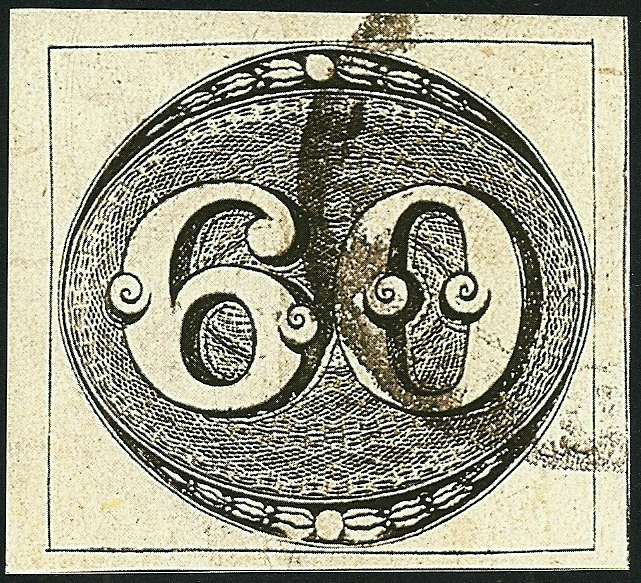

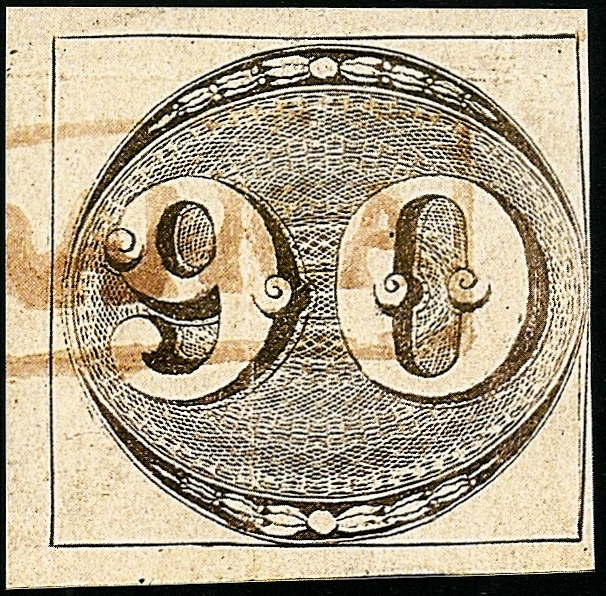

Esses artefatos foram desenhados por Carlos Custódio de Azevedo e Quintino José de Faria, impressos pela Casa da Moeda do Brasil em talho-doce, sem denteação, tendo como base chapas de cobre. Podemos destacar dois elementos verbovisuais: a cifra, sem coloração e com pequenos detalhes estéticos (números ornamentais) e, também, um fundo arabescado preto em forma elíptica. O Decreto que possibilitou essa emissão e, também a sua regulamentação, foi o de n° 255, publicado em 29 de novembro de 1842.
Após o curto tempo de vida oficial do Olho de Boi, o Império brasileiro, por meio do Direto Geral dos Correios, em primeiro de agosto de 1844, segundo Meyer providenciou que os selos fossem impressos num formato menor, em papel minuto mais fino e com uma cota tal, que seja muito difícil arrancá-los por inteiro. Nasciam assim os Inclinados.
Zioni nos ensina que esse novo padrão, apesar de seguir um padrão de cifra, sem identificação alguma do país emissor, recebeu o nome de Inclinado, justamente, por conta da cifra em linhas curvas e inclinadas. Percebemos ainda que os numerais não são do tipo ornamentais, como nos Olhos de Boi. Após cinco anos de circulação, surgiu o terceiro selo postal adesivo brasileiro, o Olho de Cabra.

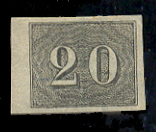

A emissão desse selo seguiu o mesmo padrão do anterior: cifras brancas, não ornamentais, sobre um guilhochê (preto). Ao contrário do antecessor, as cifras desses selos foram posicionadas na vertical. Almeida e Vasquez citam que em 1854, nova série de selos entrou em circulação no Brasil, com quatro valores, sendo dois por meio do reaproveitamento das matrizes dos Olhos de Cabra e outros dois criados em decorrência do estabelecimento de uma convenção postal entre Brasil e França em 7.7.1860. Essa série é conhecida por Olho de Gato ou Coloridos.

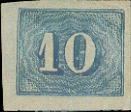

É imperativo perceber que o Brasil, no período imperial, emitiu selos postais adesivos num padrão que utilizou apenas cifras. Disso podem resultar duas observações: a emissão de selos postais brasileiros, de 1843 até 1866, não seguiu um acentuado padrão internacional de estabelecer seu lugar de sujeito falante, por meio das efígies dos soberanos, dos brasões e escudos de armas e dos nomes dos países propriamente ditos. Essa escolha manteve o Brasil, a partir de um olhar atento sobre esses artefatos, no anonimato, visto que, suas emissões não tinham tipo algum de simbologia que remetesse ou representasse o Império. É possível reconhecer uma recorrência padronizada a partir das cifras estampadas nos selos postais adesivos brasileiros de 1843 até 1866. Além disso, é interessante perceber que todos esses selos tiveram, também, um outro padrão recorrente: a sua nomenclatura alusiva aos animais.
Assim, após 23 anos imprimindo selos com um padrão de cifras, na Casa da Moeda do Brasil, o Império decidiu por encomendar à empresa American Bank Note, de Nova York, a impressão de selos com a efígie de D. Pedro II, com o intuito de, segundo Almeida e Vasquez, fortalecer e legitimar a figura do monarca. Em 1.7.1866, foram impressos uma série com oito selos, chamados Dom Pedro II.

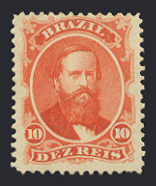

Essas efígies foram copiadas a partir, segundo Meyer, das fotos tiradas, no Rio de Janeiro, em 1865, por Stahl e Wahnschaffe. O padrão de efígies imperiais segue até 1888, quando o último valor - 700 Réis - foi emitido pela Casa da Moeda, no Rio de Janeiro.
Fechando esse resumido percurso de emissões de selos postais, do Império do Brasil, podemos dizer que de 1866 até 1883 foram emitidos diversos selos postais com a efígie do Imperador, dessa feita com algumas novidades: o nome do país (Brazil), a indicação do padrão monetário vigente (Réis), a indicação do valor facial por extenso (por exemplo: dez réis), maior variedade de cores e, pela primeira vez, os selos postais tinham os chamados picotes, ou seja, para separá-los não era mais necessário cortá-los com tesouras ou navalhas, bastava destacá-los. De fato, as mudanças ocorridas nos períodos imperial e republicano brasileiros refletiram diretamente na produção e circulação de selos postais, nos seus desenhos, nas suas tarifas (valores faciais) e nos seus tipos. Ao mesmo tempo em que os próprios selos postais, de alguma forma, integravam um acervo documental que materializava àquelas mudanças.
O contexto do colecionismo brasileiro era, em grande medida, semelhante ao resto dos países que emitiam selos postais. A expansão do comércio nacional internacional, as revoluções separatistas das colônias, os avanços tecnocientíficos, a explosão do uso de correspondências e o aumento do comercio estritamente filatélico, foram algumas das causas que impulsionaram os governos a olhar mais atentamente para os selos e verem ali, uma possibilidade de instrumentalizar o potencial de propaganda e comunicação dos Estados. Esse foi o contexto de emergência do selo postal do tipo comemorativo.
Uma das principais razões para a expansão desenfreada da produção, circulação e uso do selo postal comemorativo, foram as revoluções que acarretaram a independência das colônias, principalmente, europeias. Ninguém imaginava que uma das primeiras atitudes dessas novas repúblicas seria veicular, por meio de selos postais comemorativos, o seu grito de liberdade. O surgimento do selo postal comemorativo sofreu todo tipo de acometida, desde a acusação que rompia com o padrão de selo postal estabelecido, tanto no cerne comercial quanto no âmbito do colecionismo até pelo pouco valor que davam aos motivos que os primeiros selos aludiam. Os selos postais comemorativos não poderiam ter circulação internacional por determinação da Convenção Postal Universal realizada em Washington (Estados Unidos da América), em 1897, sendo ratificada no Congresso de Roma, em 1906. Apenas em decorrência do Congresso de Madri, em 13 de novembro de 1920, essa situação foi revogada.
No caso mundial, não se sabe ao certo qual e onde foi emitido o primeiro selo postal comemorativo. Contudo, Almeida e Vasquez lembram de um exemplar emitido na França, em 1863, trazendo a efígie coroada de louros de Napoleão IIII – referência às vitórias de Magenta e Solferino. Mencionam também uma emissão do Peru, de 1871, trazendo uma locomotiva como tema e usado par serviços postais da recém-inaugurada estrada de ferro entre Lim-Callao-Chorilos. De qualquer forma, o selo que realmente pode ser considerado comemorativo, pelo que foi exposto até então, é a emissão da Romênia, de 1891, comemorando os 25 anos do reinado de Carlos I.
No Brasil, os primeiros selos comemorativos foram emitidos para celebrar os 400 anos da chegada dos portugueses ao país. Foram emitidos no dia 1 de janeiro de 1900, por sugestão da Associação do Quarto Centenário do Descobrimento do Brasil. Dava-se início ao serviço de encomendas internacionais colis-postaux. As quatro imagens, de certa maneira, celebravam justamente um sentimento que os republicanos queriam que o povo percebesse. Uma trajetória de liberdade no Brasil, refletida através de quatro eventos significativos. A escolha dos temas a serem impressos se deu através de concurso público. Estes selos só circularam dentro do país, franqueados os portes nacionais. A venda dos 400.000 exemplares emitidos ajudou nos custos das comemorações que ocorreram em todo país.

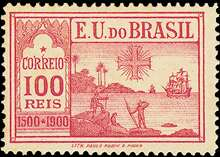

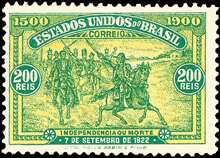

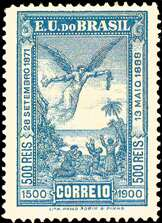

1. O selo de 100 Réis. Primeiro momento da liberdade. Os nativos em terra, nus e armados com arco e lança flecha, presenciam a chegada das duas caravelas portuguesas. Tanto no céu como nas velas estão impressas a Cruz da Ordem de Cristo. Símbolos de uma civilização que vem resgatar os nativos da natureza.
2. O selo de 200 Réis. Segundo momento. O grito de Ipiranga dado por D. Pedro, que montado num cavalo, mais parece um cidadão qualquer daquela época e não um príncipe. Com a espada erguida, comanda seus soldados e cavalos, como se estivesse em marcha de ataque. Essa imagem contrasta em demasia com a famosa pintura de Pedro Américo, principalmente nos detalhes do relevo, da casa ao fundo e do vestuário. Percebe-se a inscrição Independência ou morte, e 7 de setembro de 1822. Selo com duas cores (policromático).
3. O selo de 500 Réis. Terceiro momento. As datas “28 setembro 1871” e “13 de maio 1888” aludem às duas leis que extinguiram “por completo” a escravidão no Brasil. O anjo libertador, que possui uma estrutura física maior que a das pessoas abaixo, traz na mão esquerda o fogo e, na direita, os grilhões quebrados de Prometeu. Sobrevoa o pedaço de terra onde jaz uma “família escrava”, almejando a tão emancipada liberdade.
4. O selo de 700 Réis. Quarto momento. Para encerrar a trajetória da liberdade do país e das pessoas, a guardiã da ordem representada à luz de uma estrela, intocável, mas que remete aos princípios vitoriosos do 15 de novembro de 1889. Estátua da triunfal liberdade republicana, numa figura feminina, fincada em solo fértil. Percebe-se, nesta única peça, a impressão do Brasão de Armas do Brasil. Esse símbolo nacional foi sancionado pelo então Chefe do Governo Provisório, Marechal Deodoro da Fonseca.[15]

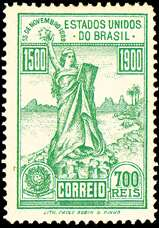

Sobre a produção do selo postal, do tipo comemorativo, podemos indicar que ela é realizada em seis etapas. Todas elas estão dispostas na Portaria de n° 500, de 8 de novembro de 2005, como explicado a seguir. A primeira etapa é especificada pelo Artigo 4°, em que "as propostas para a emissão de selos serão captadas pela Empresa Brasileira de Correios e Telégrafos (ECT), ou Correios, junto à sociedade civil e aos órgãos governamentais, até o dia 1º de junho de cada ano, devendo estar acompanhadas de histórico com justificativa para a emissão pretendida, bem como de sua importância no contexto nacional ou internacional". A segunda etapa é tratada pelo Artigo 5°, que diz: "A ECT procederá a prévia análise das propostas recebidas, selecionando aquelas que atendam as disposições constantes do Art. 3° desta Portaria". O Artigo 2°, Inciso V, considera o motivo de emissão de um selo postal como "a especificação de um tema, representada nos selos pelas imagens e informações que o compõe". A partir dessa definição, o Artigo 3° define os motivos que podem compor um selo postal comemorativo.
As quatro etapas seguintes podem ser resumidas da seguinte forma: após a seleção da ECT, as propostas são enviadas à Comissão Filatélica Nacional[ligação inativa] (CFN ou National Philatelic Commission[ligação inativa]) que segundo critérios constantes da Portaria, elegem os motivos que comporão o Programa Anual de Selos Comemorativos e Especiais. Os membros que compõe da CFN são convidados pela ECT: o Chefe do Departamento de Filatelia e Produtos dos Correios (DFIP), o Presidente dos Correios, as Assessorias do Ministério das Comunicações (MC) e da Presidência da República (PR), os Presidentes da Associação Brasileira de Jornalistas Filatélicos (ABRAJOF), da Federação Brasileira de Filatelia (FEBRAF), da Casa da Moeda do Brasil (CMB), Associação Brasileira de Comerciantes Filatélicos (ABCF), entre outros.
A partir daí, a ECT envia ao Ministério das Comunicações os motivos aprovados, na reunião da CFN, para aguardar a aprovação daquele Ministério em concomitância com a sanção do Presidente da República. Terminados esses trâmites administrativos, a ECT publica um Edital para cada emissão com o objetivo de divulgar ao país o lançamento dos selos postais e quais serão suas características. De fato, com a utilização da Internet a divulgação das emissões postais alcança, também, outros países. Em paralelo a todo esse processo oficial, uma outra etapa ganha terreno. Trata da publicação de Atos Normativos (Decretos) no Diário Oficial da União (D.O.U.) pela Presidência da República. Os Decretos são documentos produzidos pelo Estado em que assentam os pormenores do desenho no selo, a sua diagramação e processo de impressão, as distintas fases de seu lançamento público, as dimensões, os motivos e os valores. Não se trata do mesmo documento que o Edital publicado pela ECT.
Assim como os primeiros selos postais emitidos na Grã-Bretanha foram copiados por outras nações, o selo postal comemorativo também foi reproduzido por todas as nações que integravam a UPU, por motivos econômicos, políticos e ideológicos. A partir dos primeiros ensaios de selos postais comemorativos a emissão de distintas e diversas recorrências temáticas tornou-se prática de todas as Administrações Postais no mundo. Estabelecida à impossibilidade de um colecionismo universal, ou até mesmo de todas as peças de um único país, o que era comum no período inicial da República, surgiu uma modalidade de coleção de selos postais que suportava o critério de universalidade, a saber: a coleção temática.

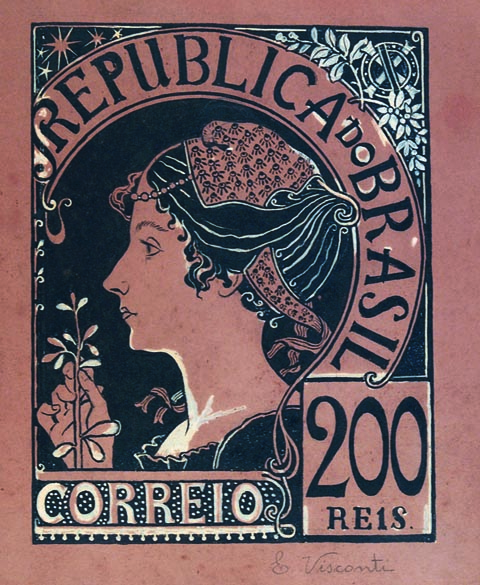
Eliseu Visconti - Selo 200 Reis - 1903

Três anos após a emissão dos selos de 01 de janeiro de 1900, os esforços do Sr. Ernesto Pinto de Azeredo Coutinho, da Diretoria Geral dos Correios, fazem com que esta Diretoria estabeleça concurso para desenhos de novos selos e demais fórmulas de franquia dos Correios dos Estados Unidos do Brasil. O pintor Eliseu Visconti participa dos três concursos de selos postais e cartas-bilhete, num total de dezesseis projetos, sendo declarado vencedor dos três concursos em janeiro de 1904. Os projetos de selos postais de Visconti jamais seriam executados, supõe-se que por falta de recursos. No entanto, a aceitação que tiveram por parte da imprensa especializada, inclusive na Europa e na América, foi comprovada pelo número de vezes que foram publicados, inclusive na revista francesa L’Illustration que, em sua edição de 12 de novembro de 1904, reproduziu com elogios todos os projetos de Visconti. Tendo sempre a mulher como principal protagonista, Visconti representou os fatos mais significativos da história do Brasil e homenageou ainda as artes, o comércio, a indústria, a correspondência, a energia elétrica e a aeronáutica. Gonzaga Duque, o mais importante crítico de arte à época, comentaria em artigo na Revista Kosmos: A série magistral de postais do Sr. Eliseu Visconti faria a reputação filatélica de qualquer povo. É, em verdade, uma coleção extraordinária, sem competidora na reputada Europa.